# 5692 Shirao
Shirao (asteroide 5692) é um asteroide da cintura principal, a 2,1741894 UA. Possui uma excentricidade de 0,1810142 e um período orbital de 1 579,88 dias (4,33 anos).
5692 Shirao tem uma velocidade orbital média de 18,28025443 km/s e uma inclinação de 11,96273º.
Este asteroide foi descoberto em 23 de Março de 1992 por Kin Endate e Kazuro Watanabe.